# エカ
エカ (eka) は、サンスクリットで 1 のこと。

## 元素の仮名
化学、物理学の分野では、未発見の元素の仮名にしばしば用いられる。元素名の頭に付けて、周期表でその元素の「一つ下」に収まるべき元素の仮名とする。
1870年、ドミトリー・メンデレーエフが周期表を発表する際に、ホウ素、アルミニウム、ケイ素、マンガンの下を「エカホウ素(ekaboron, Eb)」「エカアルミニウム(ekaaluminium, Ea)」「エカケイ素(ekasilicon, Es)」「エカマンガン(ekamanganese, Em)」とし、これらは未発見の元素であるとして性質を予言した。ほどなくガリウム、スカンジウム、ゲルマニウムが発見され、それぞれエカアルミニウム、エカホウ素、エカケイ素の予言された性質と良く一致したことから、メンデレーエフの周期表は支持を集めた。（なおエカマンガンことテクネチウムは20世紀まで発見が遅れた）
以来、他の元素についてもメンデレーエフに倣って「エカ＋上の元素」が仮名として用いられるようになった。「エカヨウ素」（アスタチン）、「エカセシウム」（フランシウム）は発見が遅かったため仮称としてよく使われていた。レニウムは一つ上のテクネチウムより先に発見されたため、さらに上にあるマンガンから「ドビマンガン(dvimanganese)」と仮称された。「ドビ」(dvi) はサンスクリット語の 2 である。
現在は未発見元素の仮名には元素の系統名を用いることになっているが、メンデレーエフ流の呼び方も未だに用いられることがある。例えばエカフランシウムと言えばウンウンエンニウムのことである。